# Lee Koon Hung
Grand  Maître des arts martiaux, Lee Koon Hung (李冠雄, 1942-1996) a commencé le kung fu à l'âge de 12 ans et a étudié le Choy Lay Fut comme disciple de 5 différents maîtres : Yun Yim Cho, Poon Sing, Chow Bing, Leung Sai et So Kam Fook.

Plus tard, il fut élève du grand maître Shek Kin (acteur dans "Opération Dragon").
Il devint rapidement maître et instructeur et ouvrit sa première école à Hong Kong en 1968.
Considéré comme un grand maître, Il prenait souvent le poste de Juge principal dans d'importants tournois de full-contact à Hong Kong.
Maître Lee Koon Hung écrivit de nombreux livres sur le Choy Lay Fut.